# Csoportgondolkodás
A csoportgondolkodás (angolul groupthink) egy szociálpszichológiai fogalom, amely a konszenzuskialakítás olyan eseteit írja le, amikor a konszenzus meghozatalára tett erőkifejtések aláássák a konszenzus megbízhatóságát, az egyén önmagát és saját gondolatait alárendeli a csoport által elfogadott valós vagy feltételezett döntéseknek, csak hogy konszenzus legyen.
Ugyan a csoport normája nem biztos, hogy okolható a rossz döntésekért, de az éppen formálódó döntés is hathat egy norma erejével, legyen jó vagy rossz. A tagok minimalizálják a konfliktus esélyét azzal, hogy nem mérlegelnek alternatív nézőpontokat, automatikusan elrejtik fenntartásaikat, és elszigetelik magukat a külső hatásoktól. Például egy esküdt csak azért egyezik bele a halálos ítéletbe, mert a többiek azt már elfogadták, vagy hogy valaki azért kezd el cigarettázni, mert a többiek (osztálytársak, kollégák) is cigiznek. Egy jó normarendszer segít megelőzni a csoportgondolkodást; ezzel szemben egy torz csoportnorma elősegíti.
A fogalom Irving Janis amerikai pszichológus, a Yale Egyetem kutatója révén vált ismertté, aki több politikai döntéshozói folyamatot elemzett, például J. F. Kennedy és tanácsadói döntését a kubai Disznó-öbölben történő partraszállás előtt, vagy a japán támadást Pearl Harbor ellen 1941-ben. Arra a következtetésre jutott, hogy a konszenzusnak és a megegyezésnek a független vélemények rovására történő hangsúlyozása és kialakítása súlyos következményeket vonhat maga után.
A csoportgondol' a szociálpszichológiából ered, de a kommunikáció, a menedzsment, a politológia és a szervezetfelépítés terén is van irodalma.
A szűrt információk hatására olyan torz normák is kialakulhatnak szélsőséges esetekben, mint terrorizmus, valamint jó táptalajt biztosít a politikai diktatúráknak, szektáknak. Szélesebb körben természetes csoportokban fordul elő, mint például politikai pártok, nézetek mentén, vagy munkahelyi közösségben, csapatként együtt dolgozva.)
Janis könyvének első kiadása 1972-ben jelent meg, majd javított kiadása 1982-ben. További kutatások újraértékelték Janis modelljét.
A jelenséget három részfolyamat együtthatása eredményezi:
- A konszenzus úgy jött létre, hogy nem lett figyelembe véve az összes hozzáférhető információ.
- A "társas fertőzés", vagyis hogy a csoporttagok nem függetlenek egymástól, gyakran azonos háttérrel, nézettekkel rendelkezhetnek, ezzel nő a valószínűség, hogy a döntés közös torzítások határozzák meg.
- A konszenzus nyilvános konformitáson alapul, nem pedig belső, személyes meggyőződésen.
- További tényezők a környezet, a helyzet és a csoportszerkezet hibái.

Előfordul, hogy egy gondolatrendőr felszólítja a többi döntéshozót, hogy "gondolkodjanak a csoport tagjaiként", ez azonban gátat szab az eltérő vélemények megjelenésének, megfontolásának.
Általánosan megjelenik a sebezhetetlenség illúziója, és ezzel párhuzamosan a csoportba vetett megkérdőjelezhetetlen bizalom. Ezt felerősíthetik, ha egyes csoporttagok mintegy kiszűrik az ellentmondó információkat, így ezek a többi csoporttaghoz már nem juthatnak el. Ugyanakkor önmagukat is befolyásolhatják az ún. gondolat-stop módszerével, melynek lényege, hogy minden, a csoport által nem elfogadott gondolatot igyekszik kizárni, azt valamilyen külső erő vagy téveszme hatásának betudni.
Janis szerint a következő normák segítenek elkerülni a csoportgondol' jelenségét:
- A csoportnak aktívan támogatnia kell a nyílt kérdezést és a szabad vélemények, ellenvetések kifejtést – akkor is, ha az szembe megy a csoport elképzeléseivel.
- A nyilvános szavazás kerülése is hasznos lehet, hiszen ha nem kell arccal felvállalni a csoport többségével szembemenő véleményt, akkor valószínűbben jelenik meg a szavazás során.
- Érdemes kívülállót is bevonni a döntéshozatalba, mert ő friss szemmel nézi a helyzetet, még nem "fertőzték meg" a csoport által hozott (korábbi) döntések. Mivel kívülálló, ezért számára nem szempont, hogy gyengül-e a csoporttagsága, ha nem járul hozzá a csoport mint egész által meghozott döntéshez.
- A vezető szerepét csökkenteni kell, nem szabad előzetesen állást foglalnia az adott kérdésben.
- Segíthet az is, ha valaki az "ördög ügyvédje" szerepébe bújik, és mindent megkérdőjelez, ezáltal a csoport nem jut téves következtetésre.

## Jelei
A csoportgondol' felismerése érdekében Irving Janis a csoportgondolkodás nyolc jellemzőjét különítette el:
A csoportnak magasabb erkölcs és hatalom tulajdonítása, mint amivel bír
- A sebezhetetlenség illúziója, ami túlzott optimizmust és kockázatvállalást vált ki. Lásd: erkölcsi kockázat.
- Megkérdőjelezhetetlen hit a csoport erkölcsösségében, a tagok nem veszik figyelembe döntésük következményeit.

Zárt elméjűség
- A figyelmeztető jelek racionalizálása; a csoport kimagyarázza azokat a jeleket, amelyek arra figyelmeztetik, hogy a döntés nem lesz jó.
- Sztereotipizálás, a döntés ellenzőinek butának, gyengének, elfogultnak, gonosznak tekintése.

Nyomás a konszenzus felé
- Öncenzúra, a tagok elhallgatják azokat a gondolataikat, amelyek egy másik döntés irányába mutatnának.
- Az egyetértés illúziója, a hallgatás beleegyezésnek tekintése.
- Közvetlen nyomás arra, hogy ne kérdőjelezzék meg a döntést, különben az ő hűségüket kérdőjelezik meg.
- Gondolatrendőrség, a csoport önjelölt, rosszabb esetben kijelölt tagjai távol tartják a csoport többi tagját azoktól az információktól, amelyek jelzik, hogy a döntés rossz.

## Okai
Janis a csoportgondolkodás három előfeltételét írta le:
- Erős kohézió
- Szerkezeti hibák
- Helyzeti kontextus

Habár előfordulhatnak helyzetek, amikor mindhárom tényező fennáll, de a csoportgondolkodás előfordulhat akkor is, ha nem teljesül mindhárom feltétel. Janis az erős kohéziót tartja a legfontosabbnak, és a csoportgondolkodás szükséges feltételének. Azonban ez nem mindig eredményez csoportgondolkodást. Egy erősen összetartó csoport minden normát betart, így a csoport normarendszere meghatározó. Ha ez támogatja a vitát és az alternatív stratégiajavaslatokat, akkor a csoportgondolkodás nem lép fel, kivéve, ha fennáll a harmadik tényező, amikor mégis előfordulhat.

### Kohézió
Janis az erős kohéziót tekintette a csoportgondolkodás fő tényezőjének. Gyengén összetartó csoportok is hozhatnak rossz döntéseket, de rájuk a csoportgondolkodás nincs hatással. Ha erős a kohézió, akkor a tagok kevésbé hajlandók a közös döntésekkel szemben érvelni, kerülik a vitákat, és igyekeznek fenntartani egymással a jó viszonyt. Ha a kohézió elérte azt a szintet, hogy a tagok mindig egyetértenek, akkor a csoport megérett a csoportgondolkodásra.
Deindividualizáció: A kohézió fontosabb, mint az egyéni véleményszabadság.

### Szerkezeti hibák
Az erős kohézió szükséges a csoportgondolkodáshoz, ha a csoport úgy szerveződik, hogy akadályozza a kommunikációt a tagok és a külvilág között, vagy ha felelőtlenné válik döntései iránt. Egy jó normarendszer segít megelőzni a csoportgondolkodást; ezzel szemben egy torz csoportnorma elősegíti.
- Elszigetelődés: támogatja pontatlan, máshol nem jellemző nézőpont kialakítását azokkal az ügyekkel kapcsolatban, amelyekkel a csoportnak foglalkoznia kell. Ez megnöveli hibás döntések meghozatalát.
- A pártatlan vezetés hiánya: a vezetők teljes kontroll alatt tarthatják a megbeszéléseket, csak bizonyos kérdéseket lehet feltenni, és csak bizonyos emberek véleményét szabad kikérni. Zárt stílusú vezetés, amikor a vezetőség előre bejelenti döntését, és csak utána lehet azt megvitatni. A nyílt stílus az lenne, ha csak vita közben vagy utána foglalna állást. A zárt stílus torzítja a véleményalkotást, különösen ha a tagok bizonyosak a vezető döntésében. Emiatt a vezetőknek a nyílt stílus alkalmazása javasolt, így a tagokat nem éri nyomás a vezető részéről.
- Hiányoznak azok a normák, amelyek módszertani eljárásokat írnak elő.
- A tagok hasonló társadalmi és ideológiai háttere.

### Helyzeti kontextus
- Erős külső fenyegetések: Ha nagy a tét, akkor a csoportban megnő a feszültség, a tagok idegesebbek lesznek. A tagok irracionális úton kezdik kezelni a döntéssel járó stresszt. A tagok indokolhatják a döntést azzal, hogy hangsúlyozzák a pozitív következményeket, és kevésbé fontosnak tekintik a negatív következményeket. A stressz minimalizálása érdekében a tagok mielőbb túl akarnak lenni a döntésen. Kutatások is kimutatták, hogy az erősebb stressz miatt valószínűbb, hogy a csoport hibás döntést hoz, szem elől téveszti a célt, és olyan eljárásokat választ, amikről a tagok tapasztalatból tudják, hogy nem voltak hatékonyak.
- Ismert hibák a közelmúltból: gyengítik a tagok önbecsülését, emiatt a rossz döntéstől való félelemben döntenek.
- A döntési feladatban adódó nehézségek.
- Határidő: A csoport inkább gyors, mint jól átgondolt döntést akar hozni. A közeledő határidő miatt a tagok fontos információkat hagyhatnak figyelmen kívül.
- Erkölcsi dilemmák.

## Hiedelmek
Aldag & Fuller (1993) megfigyelése szerint a csoportgondolkodás bizonyítatlan és korlátozó feltételezéseken alapul:
- A csoportos döntéshozás általában jobb, mint az egyéni
- A csoportos döntéshozás racionális folyamat.
- A csoportos döntéshozás előnyei:

- Több szempont érvényesítése
- Több információ a lehetséges alternatíváktól
- Megbízhatóbb döntések
- Torzítások kiszűrése
- Társas jelenléti hatások

- A csoportgondolkodás megakadályozza ezeknek az előnyöknek az érvényesítését a szerkezeti hibák és a provokatív helyzeti kontextus miatt.
- A jóllét illúziója alapvetően rossz működésre ösztönöz.
- A csoportnyomás a konszenzusra konkurrenciakereső viselkedésre vezet.

Úgy gondolják, hogy a jól együttműködő csoportok gyorsabban és hatékonyabban oldanak meg dilemmákat, mint egy személy. A csoportok több erőforrásra hagyatkozhatnak, hogy információt keressenek és tároljanak. Egy problémára több alternatív javaslat érkezhet. A problémamegoldáshoz a csoportnak több időre van szüksége, és arra, hogy a tagok megegyezzenek egymással. Janis előtt nem voltak kutatások arra, hogy az erőse összetartó csoport akadályozza a jó döntések meghozatalát. Lazább csoportok gyorsabb és jobb döntéseket hoznak, és kevesebb energiájukba kerül a konszenzus kialakítása; e folyamat során azonban csökken a kritikus gondolkodás képessége. Emiatt fontosnak tartják, hogy leküzdjék a csoportgondolkodás hatásait.

## Megelőzése
Janis szerint vannak módszerek, normák a csoportgondolkodás megelőzésére:
- A csoporttagok szerepe: A vezetők a tagoknak a kritikus gondolkodó és az ördög ügyvédje szerepeket osztják ki.

- A kritikus értékelők szabadon kifejezhetik gondolataikat és kétségeiket.
- Az ördög ügyvédje szerepet ülésenként változó tagok kapják, feladatuk minden alternatíva megkérdőjelezése, ellenérvek keresése.
- A vezetők maguk a nyílt vezetési stílust gyakorolják, nem fejezhetik ki álláspontjukat, és kérdésekkel sem utalhatnak rá. Ott is hagyhatják az ülést a vita kezdetekor, hogy véletlenül se hassanak a csoportra.
- Az ülésekre külső szakértőket is meghívhatnak, akiket a tagok illetve a vezetők bevonnak a vitába, a tagok szabadon kikérhetik véleményüket, kérdezhetik őket.
- Minden tag bevonhat további személyeket a döntéshozatalba.

- Több döntéshozó csoportot is létrehozhatnak, amelyek ugyanazzal a problémával foglalkoznak.
- Minden felmerülő alternatívát meg kell vizsgálni.

Ezekkel a normákkal a csoportgondolkodás elkerülő. A Disznó-öböllel kapcsolatos fiaskó után Kennedy elnök éber felmérést használt a kubai rakétaválság megoldásához. Külső szakértőket hívott, akiket a tagok kérdezhettek. Bátorította a tagokat, hogy bevonják munkatársaikat, és a csoportot felosztotta több részre, részben hogy gyengítse a kohéziót. A találkozókon nem vett részt, hogy ne befolyásolja a döntéseket.

## Kutatása
A csoportgondolkodást nehéz laboratóriumban tesztelni, mivel maga a vizsgálati helyzet kiemeli a csoportot a megszokott környezetéből, ami miatt nem biztos, hogy minden tényezőt megfelelően lehet vizsgálni. Szubjektív természete miatt nem magát csoportgondolkodást vizsgálják, hanem inkább különböző tényezőket. A csoportra és a helyzeti aspektusokra összpontosít.
Park (1990) szerint csak 16 esettanulmány jelent meg, és csak részben tudták alátámasztani Janis feltevéseit. Park arra következtetett, hogy a csoportkohézió és a vezetési stílus szerepét nem sikerült igazolni. Cikke tartalmaz jegyzéket a vizsgált esettanulmányokról. Huseman és Drive (1979) szerint előfordul kis és nagy csoportokban is. Cikkük támogatja az elszigeteltség szerepét. Fodor és Smith (1982) arra következtetett, hogy az erősebben a hatalom által motivált vezetők által vezetett csoport hajlamosabb a csoportgondolkodásra. Ezek a vezetők a zárt vezetési stílushoz hasonlóan hatnak. Viszont nem sikerült kimutatni a kapcsolatot a kohézióval. Leana (1985) nem talált kapcsolatot a csoportkohézió, illetve a vezetési stílus és a csoportgondolkodás között.
Park jegyzékében szerepel Callaway, Marriott, és Esser (1985) cikke az erősen domináns tagokról. Ők nyugodtabbak, aktívabbak a vitában, több beleegyező vagy elutasító nyilatkozatot tesznek, többet gondolkodnak egy döntésen, és jobb döntést hoznak, mint a többi tag. Ha egy csoportban erősen domináns tagok vannak, akkor nem fordul elő csoportgondolkodás. Ha az erősen domináns tagokat erősebben a hatalom által motivált vezetőknek tekintjük, akkor ez az eredmény ellentmond Fodor és Smith (1982) eredményének.
McCauley (1989) kapcsolatot talált a csoport szerkezete és a csoportgondolkodás között, míg a helyzeti kontextus hatását nem tudta kimutatni. Ide tartoznak az elszigeteltség, homogenitás és az elősegítő vezetés. A kohéziót a helyzeti kontextushoz sorolta.
A csoportgondolkodást gyakran a felmerült ötletek és megoldások számával mérik, de ez sem tekinthető mindenhol érvényes, egységes mérőszámnak. Az eredmények vegyesek. Egyesek igazolják, mások cáfolják a kohézió és a vezetési stílus szerepét. 
További tényezőket vetnek fel, mint a domináns tagokat. A homogenitás és az elszigeteltség szerepét megerősítik.

## Esettanulmányok

### Politika és hadműveletek
A csoportgondolkodás befolyásolhat fontos politikai és katonai döntéseket. Egyes esetekben tapasztalt politikusok és hadvezérek is hozhatnak rossz döntéseket, aminek következménye óriási anyagi veszteség és emberi életek elvesztése. Janis és Raven a politikai és katonai fiaskókat a csoportgondolkodásnak tulajdonítja. Ilyen volt az invázió a Disznó-öbölben, a vietnámi háború és a Watergate-botrány. Dina Badie amellett érvel, hogy az Amerikai Egyesült Államok kormányának Saddam Husseinről alkotott véleménye is a csoportgondolkodás miatt tolódott el, és vezetett a 2003-as iraki beavatkozáshoz. A szeptember 11-ei támadások után a stressz és a csoportközi konfliktusok is hozzájárultak a csoportgondolkodás kialakulásához. Politikai esettanulmányok szerint a csoportgondolkodás továbbra is tetten érhető a politikában.

### Disznó-öböl és kubai rakétaválság
Janis a Disznó-öbölben 1961 áprilisában végrehajtott invázió esettanulmányában dolgozta ki elméletét a csoportgondolkodásról. A tervet az Eisenhower-kormány kezdeményezte, de miután Kennedy vette át a kormányzást, kritika nélkül elfogadta a Central Intelligence Agency (CIA) által készített tervet. Néhányan, mint ifjabb Arthur M. Schlesinger és J. William Fulbright szenátor kifejezték kétségeiket, de Kennedy csapata ezeket egységesen lesöpörte az asztalról. Schlesinger öncenzúrával minimalizálta kétségeit. A csapat sztereotipizálta Fidel Castrót és a kubaiakat, és nem kérdezte meg a CIA-t a saját feltételezéseikről, mint a kubai hadsereg, különösen a légvédelem gyengeségét, illetve a felkelések becsatornázásának képességét.
Janis amellett érvelt, hogy ha ugyanazokat a módszereket alkalmazták volna, akkor az invázió ugyanúgy megoldható lett volna, mint a kubai rakétaválság 1962 októberében. Ekkor ugyanazok a politikai erők hoztak döntést, de tanultak a korábbi példából, és nem becsülték alá az ellenfelet.

### Pearl Harbor
Pearl Harbor 1941-es megtámadása a csoportgondolkodás iskolapéldája. Számos tényező vezetett a tengerészek óvatlanságához, mint a közös illúziók és racionalizációk. Az Amerikai Egyesült Államok már megkapta Japán hadüzenetét, és azt is tudta, hogy a japán hadsereg támadásra készül valahol a Csendes-óceánon. Washington figyelmeztette a tengerészeket, de ők nem vették komolyan a figyelmeztetést. Úgy gondolták, hogy úgysem fognak támadni, nehogy elveszítsék a nagykövetségek és konzulátusok tulajdonát.
Pearl Harborban a tengerészet különféle megokolásokat gondolt ki, hogy alátámasszák véleményüket. Az alábbiakban felsorolunk néhányat:
- A japánok sosem mernék támadni Hawaiit, mivel ezzel totális háborút indítanának, amit úgyis az USA nyerne meg.
- A Pearl Harborban koncentrálódó erők elrettentő hatásúak.
- Ha a japánok mégis elég bolondok lennének támadni, akkor mi idejében észlelnénk a kísérletet, így lenne elég időnk védekezni.
- A Pearl Harbor sekély vizeiben horgonyzó hadihajók nem süllyeszthetők el torpedókkal vagy légi támadással.

### 2016-os elnökválasztás
Az elnökválasztást megelőző hetekben és hónapokban a média és a közvéleménykutatók egyetértettek abban, hogy majdnem biztosan Hillary Clintont fogják megválasztani. Például november 7-én, a választás előtti napon a The New York Times szerint Clintonnak következetes és nyilvánvaló előnye van. Clinton győzelmének valószínűségét 84%-ra tette. A Reuters szerint az esély 90%, és a The Huffington Post szerint ez az esély 98,2% 9,8 millió szimuláció alapján.
Az előrejelzések és a végeredmény közötti ellentmondás többféleképpen is magyarázható: a képzelet hibája, azaz a nem várt következmény valószínűtlennek tartása, és a közvéleménykutatás hibája. Az előbbi szerint nem várták, hogy meg fognak választani egy olyan szokatlan jelöltet, mint Trump. Az utóbbi pedig abból adódott, hogy Trump szimpatizánsai vagy nem nyilatkoztak, vagy hazudtak pártszimpátiájukat illetően, félve a megvetéstől. Lehetett egyszerű mintavételezési hiba is.

### Gazdaság
A vállalatok számára is kockázatos a csoportgondolkodás, a rossz döntések ronthatják a vállalatok életképességét és pénzügyi veszteséget okoznak.

### Swissair
Aaron Hermann és Hussain Rammal a csoportgondolkodás romboló erejét a Swissair összeomlásával illusztrálják. A Swissairről azt gondolták, hogy annyira stabil pénzügyileg, hogy a repülő banknak becézték. A szerzők azzal érveltek a csoportgondolkodás mellett, hogy a vezetőség sebezhetetlennek és jobbak, mint a legtöbb ember. A kudarc előtt a vezetőség méretét többször is csökkentették, és szakértőket távolítottak el; ez tovább növelte a csoportgondolkodás valószínűségét. Mivel a szakértelem csökkent, és a csoport egyre homogénebbé vált kulturális háttér, származás és értékrend szempontjából, egyre erősödött a konformitás felé való nyomás. Mindezek együtt rossz döntések sorozatához vezettek, ami miatt a Swissair becsődölt.

### Marks & Spencer és British Airways
Két másik példa a Marks & Spencer és a British Airways, két angol vállalat. Az 1990-es években mindkét vállalat globális terjeszkedésbe kezdett. Jack Eaton sajtótermékek elemzésével kimutatta a csoportgondolkodás nyolc jelét, amelyek mindegyike jellemezte ezt a korszakot. A legdominánsabb jelenség a sebezhetetlenség érzése volt, mivel mindkét vállalat alulbecsülte a hibalehetőséget korábbi sikereik miatt. Kedveltek voltak a londoni tőzsdén is, részvényeikbe sok bizalmat fektettek. 1998–1999-ben megjelentek a csoportgondolkodás következményei, a Marks & Spencer részvényeinek ára 590 fontról 300 font alá csökkent, és a British Airways részvényeié 740 fontról 300 fontra. Mindkét vállalat sokkal inkább azért volt a média kedvence, mivel nemzeti büszkeségek voltak, és nem teljesítményük alapján.

### Sport
A szakirodalom eddig még keveset foglalkozott a csoportgondolkodás elemzésével a sporttal kapcsolatban, mivel inkább a politikában és a gazdaságban keresték.
Charles Koerber és Christopher Neck ezt a hiányt próbálta pótolni. Elemzésében a Major League Umpires Association (MLUA) vezetőségének lemondásának hátterét keresték. Erre azután került sor, hogy nem sikerült megszerezniük a Major League Baseball egyik telephelyét. Koerber és Neck a csoportgondolkodás három jelét fedezte fel az MLUA döntéshozásában. Először is, túlbecsülték jelentőségüket a baseball ligában. Másodszor, a szűklátókörűség is felismerhető, ellenségnek tekintették az MLB-t. Harmadrészt az öncenzúra is felismerhető, mivel voltak, akik nem értettek egyet, de ezt nem fejezték ki. Más döntéshozási hibákkal együtt ezek is hozzájárultak a rossz döntéshozáshoz.

## Újabb modellek

### Ubiquity modell
Robert Baron (2005) elveti Janis elméletét. Úgy gondolja, nem a kísérletek hibája, hogy nem tudták kimutatni a Janis által vélt tényezőket. Szerinte nemcsak, hogy nem szükségesek a csoportgondolkodáshoz, hanem még csak nem is erősítik. Baron az ubiquity modellt javasolta, eszerint a csoportgondolkodást a társadalmi azonosság, a csoportgondolkodást elősegítő normák és az alacsony önértékelés támogatja.

### Általános csoportos problémamegoldási modell (GGPS)
Aldag és Fuller (1993) amellett érvel, hogy a csoportgondolkodás fogalma kis és viszonylag korlátozott mintán alapul. Továbbá túl mereven és determinisztikusan írják le, és ezt túlzottan általánosítják. Kísérleti eredmények sem támogatják következetesen. A szerzők összehasonlították a csoportgondolkodást Maslow és Piaget eredményeivel; azzal érvelnek, hogy a modell nagy érdeklődést kelt, ami további kutatást eredményez, ami végül érvényteleníti az eredeti modellt. Az általános csoportos problémamegoldási modellt Aldag és Fuller dolgozta ki, ami integrálja a csoportgondolkodás szakirodalmának eddigi eredményeit, és megváltoztatja a csoportgondolkodásról alkotott elképzelést. Ez a modell semlegesebb és politikaibb.

### Újabb vizsgálatok
Roderick Kramer (1998) szerint korunkban már jobban értjük a csoportos döntéshozást is, több információ áll rendelkezésünkre a kudarcok okairól, így érdemes újraelemezni a régebbi esettanulmányokat is. Amellett érvelt, hogy újabb elemzések szerint Janis eltúlozta a csoportgondolkodáshoz vezető tényezőket Kennedy és Johnson elnökök döntéseiben. Mindkét esetben a Janis által sugalltnál inkább kikérték külső tanácsadók véleményét, és a végső döntést az elnök hozta meg, inkább saját elképzelései, mint a tanácsadók döntése alapján. Kramer szerint Janis hibázott, amikor a csoportgondolkodás szerepét mutatta ki a két katonai döntésben, és a csoportgondolkodásnak sokkal kisebb a szerepe a döntéshozásban, mint ahogy azt hiszik.

### Újrafogalmazás
Whyte (1998) szerint a közös hatékonyságnak nagy a szerepe a csoportos döntéshozásban, mivel a csoport elővigyázatossága csökken, és inkább hajlik kockázatos döntések létrehozására. McCauley szerint a tagok egymás iránti szimpátiája okolható leginkább a rossz döntésekért. Turner's és Pratkanis' (1991) cikke a társas azonosság fenntartásának perspektívájáról és a csoportgondolkodásról azt írja, hogy a csoportgondolkodás kollektív erőfeszítése arra, hogy kiküszöbölje a csoport potenciálisan negatív nézőpontjait. Mindezek hozzájárulnak a csoportgondolkodás jobb megértéséhez.

### Szociokognitív elmélet
Egy új elmélet szerint a csoportgondolkodás több alapvető jellemzője, mint az erős kohézió, a külső hatások kizárása és a türelmetlen légkör a mnemonikus kódolás speciális típusának eredménye (Tsoukalas, 2007). Erősen összetartó csoportokban a közösség jellemzőinek erőteljes kifejeződése várható, ami hat a kollektív ideológiára és a csoport viselkedésére.

## Története
Ifjabb William H. Whyte a csoportgondolkodás szó angol eredetijét (groupthink) George Orwell 1984 című regénye alapján alkotta meg. Ebben szerepel a duplagondol (doublethink) szó és hasonló, az újbeszélre jellemző kifejezések, erre rímelt a groupthink elnevezéssel. 1952-ben a Fortune magazinban így írt erről:
A csoportgondolkodás nem az ösztönös konformitásra utal, hanem az emberiség örökös hibájára, a racionalizált konformitásra; ami azt jelenti, hogy a csoport értékei nem csupán célszerűek, hanem önmagukban jók és helyesek.
A jelenséget Irving Janis kezdte tanulmányozni. Nem idézte Whyte-ot, de használta az általa alkotott kifejezést. Ezzel utalt arra, hogy egy domináns döntés megkérdőjelezhetetlenné válik, és elnyom más lehetséges cselekvési terveket, így nem kerülhet sor realisztikus kiértékelésre. A csoportgondolkodás átveszi az 1984-hez kötődő konnotációkat, ami negatív. Ez szándékos, mivel rontja az értelmi hatékonyságot, a valóságtesztelést és az erkölcsi értékítéleteket a csoportnyomás miatt.
Parkinson törvényéhez hasonlóan fogalmazva: Minél erősebb az egyetértés és a csapatszellem, ha van a csoportban egy normaalkotó belső csoport, akkor annál nagyobb annak a veszélye, hogy a csoportgondolkodás átveszi a kritikus gondolkodás helyét, ami gyakran irracionális és elembertelenítő cselekedetekhez vezet külső csoportokkal szemben.
Janis alapítványt tett, hogy az American Soldier Project keretében tanulmányozzák a csoportgondolkodást. Ő maga azzal foglalkozott, hogy kutassa a stressz hatását erősen összetartó csoportokban. Miután megjelent a cikke, tovább tanulmányozta a csoportos döntéshozást külső fenyegetés alatt. Vizsgálta az Amerikai Egyesült Államok történetében elkövetett hibás döntéseket, mint a partraszállást a Disznó-öbölben (1961), Pearl Harbor japán megtámadását (1941), és a vietnámi háborút (1964–67). Azt a következtetést vonta le, hogy a hibás döntésekért a csoportgondolkodás okolható.
Könyve 1972-ben jelent meg, Victims of Groupthink címmel. Második, szerkesztett változatát Groupthink: Psychological Studies of Policy Decisions and Fiascoes címen 1982-ben adták ki. Ezekben további esettanulmányok is szerepelnek, mint a Szovjetunió náci inváziója 1941-ben, a Watergate-ügy és mások. Népszerűsége ellenére 12-nél kevesebb cikk foglalkozott a témával 1972 és 1998 között. Ez meg lepő, figyelembe véve, hogy több téma számára is érdekes lehet, mint a kommunikáció, politikatudomány, szervezeti tudomány, szociálpszichológia, menedzsment, stratégia, tanácsadás és marketing. Ennek az az oka, hogy a csoportgondolkodás soktényezős és nehezen nyomon követhető, továbbá nehéz az elméleti fogalmakat megfeleltetni a tapasztalati eredményekkel.
A szélesebb kultúra átvette a pontatlanul definiált csoportgondolkodást mint magyarázatot megfigyelhető jelenségekre, mint:
A Twitter kritikája rámutat a kaptárelme dominanciájára az efféle szociális médiában, ami egyfajta csoportgondolkodás, és elnyomja a független gondolkodást a csoportkonformitás jegyében.
A vezetőknek gyakran vannak olyan hiedelmeik, amelyek távol állnak a realitástól, és követőik által bátorítva még szélsőségesebbekké válnak. A különböző szektavezérek részrehajlása absztrakt, homályos, így megkérdőjelezhetetlen elvek iránt csökkenti a tesztelés esélyét, továbbá az ellenőrzött környezet azt jelenti, hogy az elérhető valóságot a csoport környezete alakítja. Ez a csoportgondolkodás megnyilvánulása, ahogy azt a Disznó-öböllel kapcsolatban is láthattuk.
A kényszer általi csoportgondolkodásból voluntarizmus következik. Ha ez megbukik, akkor a csoportnak nyílt megfélemlítéssel kell szembenéznie. Egy országos körben ismert telekommunikációs cégben az új dolgozók visszautasították a parancsra tapsolást, aminek következménye a Gulágra emlékeztető indoktrináció és agymosás lett.

## Fordítás
Ez a szócikk részben vagy egészben  a   Groupthink című angol Wikipédia-szócikk fordításán alapul.  Az eredeti cikk szerkesztőit annak laptörténete sorolja fel. Ez a jelzés csupán a megfogalmazás eredetét és a szerzői jogokat jelzi, nem szolgál a cikkben szereplő információk forrásmegjelöléseként.